# ناسور مستقيمي مهبلي
الناسور المستقيمي المهبلي هو حالة طبية حيث يوجد ناسور أو اتصال غير طبيعي بين المستقيم والمهبل.
قد يشكل الناسور المستقيمي المهبلي حالة مرضية مؤلمة للغاية. إذا كانت الفتحة بين المستقيم والمهبل واسعة فإنه سيسمح لكل من إطلاق الريح والبراز بالخروج من خلال المهبل، مما يؤدي إلى سلس البول والبراز. توجد علاقة بين الناسور المستقيمي المهبلي والالتهابات البولية المهبلية المتكررة. هذا النوع من الناسور يمكن أن يسبب خطأ أطباء الأطفال في تشخيص رتق الشرج. تعتمد شدة الأعراض على حجم الناسور.
في معظم الأحيان، يظهر الناسور المستقيمي المهبلي بعد حوالي أسبوع واحد أو نحو ذلك بعد الولادة.

## الأسباب
غالبا ما يكون ناسور المستقيم المهبلي ناتجًا عن الصدمة أثناء الولادة (في هذه الحالة يعرف باسم ناسور الولادة) حيث يتم استخدام التدخلات الطبية غير السليمة، مثل بضع المهبل باستخدام ملقط الولادة  أو في الحالات التي يوجد فيها رعية صحية غير كافية، كما هو الحال في بعض البلدان النامية. كما يُقال أن الناسور المستقيمي المهبلي هو السبب الرئيسي في وفيات الأمهات في البلدان النامية. وتشمل عوامل الخطر العمل لفترات طويلة، وطول فترة الولادة المُستخدم فيها آلات مثل الملاقط، وبضع المهبل. وتقدر المعدلات في إريتريا بما يصل إلى 350 لكل 000 100 من حالات الولادة المهبلية. يمكن للناسور أيضًا أن ينشأ نتيجة الصدمة الجسدية إما للمهبل أو الشرج، بما في ذلك من حالات الاغتصاب. غالبًا ما توصم النساء المصابات بالناسور المستقيمي المهبلية في البلدان النامية، ويصبحن منبوذات.
يمكن أن يكون الناسور المستقيم المهبلي أيضا أحد أعراض أمراض مختلفة، بما في ذلك العدوى عن طريق الورم الحبيبي الليمفي المنقول جنسيًا، أو نتيجة غير مقصودة لعملية جراحية، مثل بضع المهبل أو جراحة إعادة الانتداب الجنسي. قد تظهر كمضاعفات الجراحة المهبلية، بما في ذلك استئصال الرحم. وهي عرض معترف به في حالات سرطان المستقيم أو نادرًا في حالات الداء الرتجي في الأمعاء أو داء كرون. ينظر إليها نادرا بعد العلاج الإشعاعيلسرطان عنق الرحم.

## العلاج
بعد تشخيص الناسور المستقيمي المهبلي، فمن الأفضل أن تنتظر لمدة 3 أشهر للسماح للالتهاب بأن يلتئم. بالنسبة لحالات الناسور المنخفضة، يُفضل استخدام النهج المهبلي، في حين يُفضل استخدام نهج الجراحة عن طريق لحالات الناسور المتقدمة .
يتم إجراء شق دائري حول الناسور ويتم فصل المهبل عن المستقيم مع تشريح كفافي حاد. يتم استئصال الناسور بالكامل، جنبًا إلى جنب مع حافة صغيرة من الغشاء المخاطي المستقيم. ثم يتم إغلاق الجدار المستقيم خارج الغشاء المخاطي.
تحتاج معظم حالات الناسور المستقيمي المهبلي لعملية جراحية لإصلاح الوضع. يمكن وصف الأدوية مثل المضادات الحيوية و إنفليكسيماب للمساعدة في إغلاق الناسور المستقيمي المهبلي أو التحضير لعملية جراحية.

## روابط خارجية
ناسور مستقيمي مهبلي على مشروع الدليل المفتوح